# Хоухай
Хоухай (кит. 后海 / 後海) — озеро, расположенное в центральном Пекине. В 2000-е годы стало известным ночной жизнью, потому что на его берегах расположены популярные рестораны, бары и кафе.
До недавнего времени на озере было несколько ресторанов. Хоухай сначала стал популярен среди истеблишмента благодаря построенной в 2003 году трассе для автогонок Lotus.
Район озера особенно нравится иностранным туристам, посещающим Пекин, но его также часто посещают местные семейные пары и молодежь.

## Фотографии

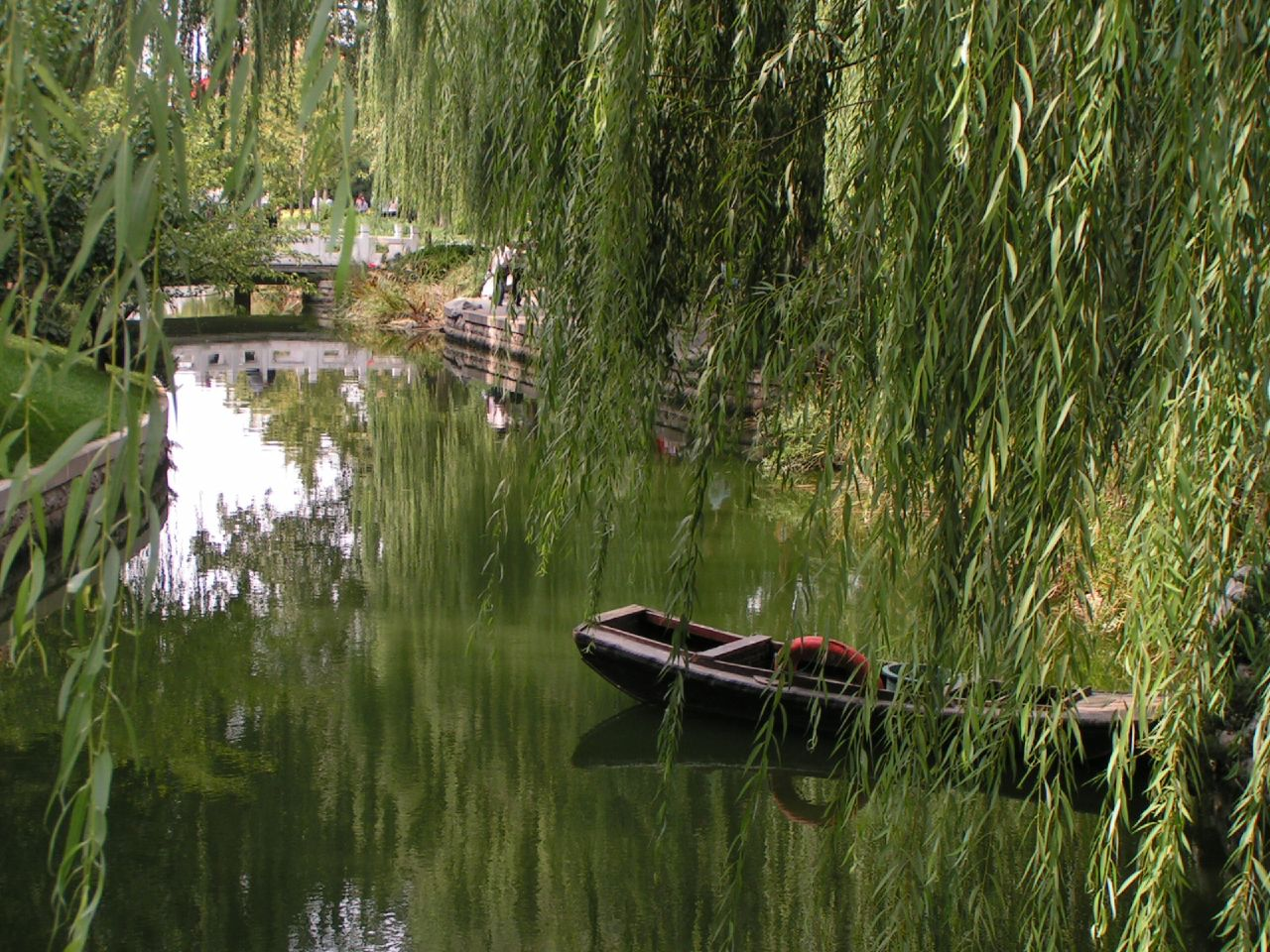
Озеро Хоухай
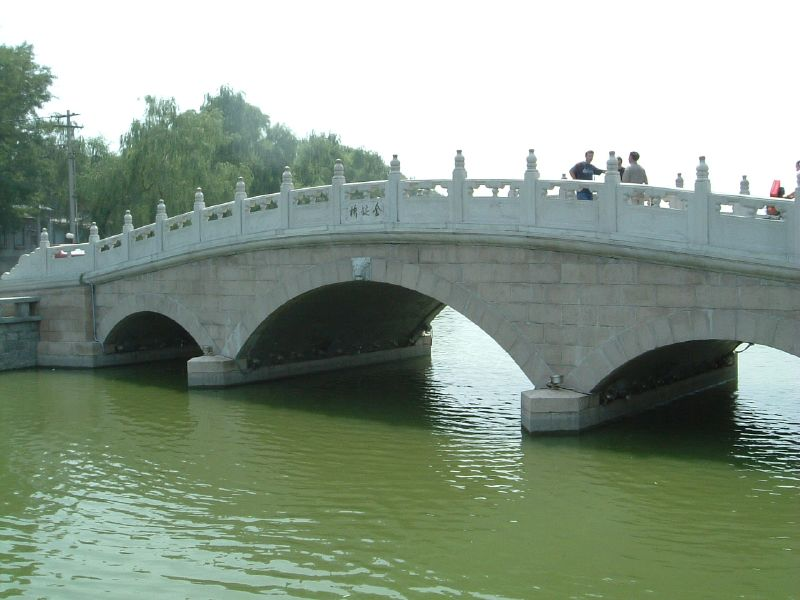
Каменный мост через озеро
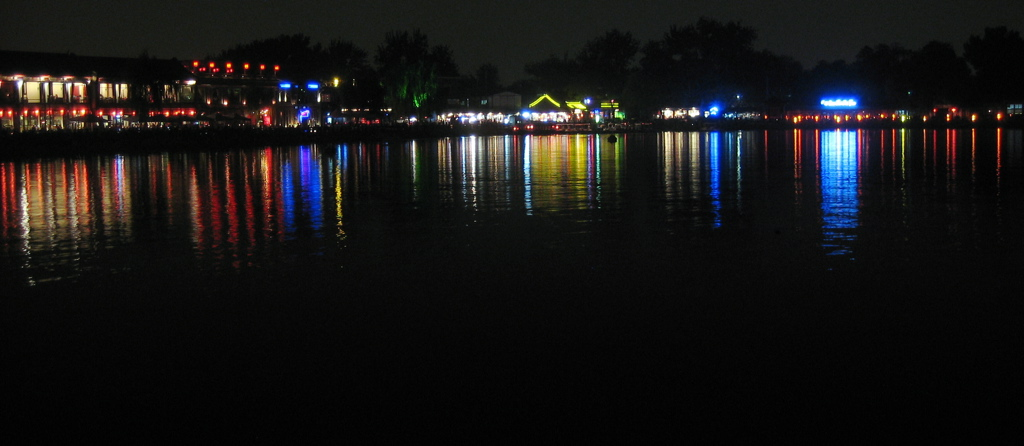
Озеро Хоухай ночью